# Радугин, Алексей Алексеевич
Алексе́й Алексе́евич Ра́дугин (род. 28 марта 1943, с. Верхне-Огородничево, Свислачский район, Гродненская область, БССР, СССР)  —  советский и российский религиовед и философ, специалист по религиоведению и истории философии. Доктор философских наук, профессор. Заслуженный деятель науки Российской Федерации. Один из авторов «Атеистического словаря».

## Биография
Родился 28 марта 1943 года в селе Верхне-Огородничево Свислачского района, Гродненской области.
В 1967 году окончил философский факультет МГУ имени М. В. Ломоносова.
В 1972 году окончил аспирантуру  МГУ имени М. В. Ломоносова и под научным руководством М. П. Новикова защитил диссертацию на соискание учёной степени кандидата философских наук по теме «Неоавгустинизм как разновидность католической философии» (Специальность 09.00.06 «Научный атеизм, история религии и атеизма»).
В 1987 году защитил диссертацию на соискание учёной степени доктора философских наук по теме «Современный католический иррационализм. (Критический анализ методологии основных философских школ)» (Специальность 09.00.06 «Научный атеизм, история религии и атеизма»).
Профессор и заведующий (до 2014 года) кафедрой философии, социологии  и истории Воронежского государственного архитектурно-строительного университета. С 2016 года — профессор кафедры философии, социологии и истории Института архитектуры и градостроительства Центрально-Чернозёмного государственного инженерного университета.
Член Международной академии наук высшей школы.
Главный редактор «Научного Вестника Воронежского государственного архитектурно-строительного университета» (серия Социально-гуманитарные науки).

## Семья
- Дочь — Ольга Алексеевна Радугина. Окончила Воронежский государственный университет по специальности «история». В 2002 году защитила диссертацию на соискание учёной степени кандидата философских наук. В 2016 году в МГУ имени М. В. Ломоносова защитила диссертацию на соискание учёной степени доктора философских наук по теме «Дворянство как субъект секуляризации российского общества» (специальность 09.00.14 — философия религии и религиоведение); научный консультант — доктор философских наук, профессор Ю. А. Бубнов; официальные оппоненты — доктор философских наук, профессор М. В. Силантьева, доктор философских наук, профессор В. М. Сторчак и доктор философских наук Е. С. Элбакян; ведущая организация — Амурский государственный университет[3]. С 2000 года — преподаватель, старший преподаватель, доцент, профессор кафедры философии, социологии и истории Воронежского государственного архитектурно-строительного университета/Воронежского государственного технического университета[4].
- Сын — Константин Алексеевич Радугин, кандидат социологических наук[5].

## Научная деятельность
Наибольшее внимание в своей научной деятельности А. А. Радугин уделил методологическим вопросам  христианской философии и теологии. Им были обоснованы положения об иррационализме, который является методологической основой всей христианской философии и теологии. Он раскрыл своеобразие религиозно-философского иррационализма, а также показал, что в составе религиозного иррационализма находятся институтеллектуалистская и антиинтеллектуалистская тенденции. Кроме того он определил основные начала религиозно-философского мышления: супранатурализм, сотериологизм, ревеляционизм и раскрыл их суть. Радугин показал как иррационалистические установки христианской философии находят своё отражение в онтологии, гносеологии, антропологии и философии истории различных школ и течений. Значительное внимание уделяет разработкам учебных пособий по широкому кругу вопросов. 

## Критика
В курсе лекций для студентов вузов «Введение в религиоведение» указал, что протопоп Аввакум осуществил акт самосожжения. На самом деле протопоп Аввакум был казнён сожжением по указу московского царя.

## Награды
- Заслуженный деятель науки Российской Федерации.[2]

## Научные труды

### Диссертации
- Радугин А. А. Неоавгустинизм как разновидность католической философии / Автореферат дис. на соискание ученой степени кандидата философских наук. (09.00.06). — М.: Моск. гос. ун-т им. М. В. Ломоносова, 1972. — 16 с.

### Монографии
- Радугин А. А. Современный персонализм и религия: Науч.-аналит. обзор. — М.: ИНИОН АН СССР, 1977. — 61 с.
- Радугин А. А., Овсиенко Ф. Г. Новые тенденции в католической теологии и философии. — М.: Знание, 1977. — 64 с. — (Новое в жизни, науке, технике. Серия "Научный атеизм". № 2).
- Радугин А. А. Персонализм и католическое обновление : Критика методологических основ католического модернизма). — Воронеж: Изд-во Воронеж. ун-та, 1982. — 178 с.
- Радугин А. А., Попов А. С. Христианское богословие в поисках социального идеала : Критический анализ. — М.: Знание, 1986. — 64 с.
- Радугин А. А., Попов А. С. Христианские футурологические концепции:Критический анализ. — М.: Мысль, 1987. — 202 с.
- Добреньков В. И., Радугин А. А. Методологические вопросы исследования религии: Спецкурс. — М.: Изд-во МГУ, 1989. — 189 с.
- Добреньков В. И., Радугин А. А. Христианская теология и революция. — М.: Политиздат, 1990. — 335 с. — ISBN 5-250-00777-5.
- Радугин А. А., Радугин К. А. Социология : Курс лекций для студентов и преподавателей вузов, техникумов и учащихся ст. классов шк., колледжей, гимназий, лицеев. — М.: Гуманит. изд. центр "ВЛАДОС", 1995. — 191 с. — ISBN 5-87065-024-0.
- Радугин А. А., Радугин К. А. Введение в менеджмент: социология организаций и управления / Радугин А. А., Радугин К. А.; Воронеж. гос. архитектур.-строит. акад., Открытый ун-т Великобритании, Междунар. центр дистанц. обучения "Линк", Воронеж. высш. шк. предпринимателей. — Воронеж: Воронеж. ВШ предпринимательства, 1995. — 196 с.
- Радугин А. А. Философия : Курс лекций. — М.: Гуманит. изд. центр "ВЛАДОС", 1995. — 303 с. — ISBN 5-87065-037-2.
- Радугин А. А. Политология : Учебное пособие / Гос. ком. Рос. Федерации по высш. образованию; Радугин А. А. и др.. — М.: Центр, 1996. — 286 с. — (Alma mater). — ISBN 5-88860-014-8.
- Радугин А. А. Введение в религиоведение: теория, история и современные религии : Курс лекций : Учебное пособие для студентов вузови учащихся колледжей, гимназий, школ. — М.: Центр, 1996. — 304 с. — (Alma mater). — 10 000 экз. — ISBN 5-88860-008-3.
- Радугин А. А. Философия : Курс лекций. — 2-е изд., перераб. и доп.. — М.: Центр, 1996. — 334 с. — (Alma mater). — ISBN 5-88860-006-7.
- Радугин А. А. Культурология : Учебное пособие : Для вузов / Волобуева Т. Н. и др.; Сост. и отв. ред. Радугин А. А.. — М.: Центр, 1996. — 397 с. — (Alma mater). — ISBN 5-88860-011-3.
- Радугин А. А., Радугин К. А. Социология : Курс лекций : Учебное пособие для вузов / Моск. гос. ун-т им. М. В. Ломоносова, Ин-т гос. упр. и соц. исслед., Каф. соц. упр., Воронеж. гос. архитектур.-строит. акад.. — 2-е изд., перераб. и доп.. — М.: Центр, 1996. — 206 с. — (Alma mater). — ISBN 5-88860-007-5.
- Радугин А. А. Культурология : Учебное пособие для вузов / Волобуева Т. Н. и др.; Сост. и отв. ред. Радугин А. А.. — М.: Центр, 1997. — 302 с. — (Alma mater). — ISBN 5-88860-011-3.
- Радугин А. А. Введение в религиоведение: теория, история и современные религии : Курс лекций : Учебное пособие для вузов. — М.: Центр, 1997. — 237 с. — (Alma mater). — ISBN 5-88860-008-3.
- Радугин А. А. Культурология : Учебное пособие. Курс лекций / Сост. и отв. ред. проф. А. А. Радугин. — М.: Центр, 1998. — 302 с. — (Alma mater). — ISBN 5-88860-046-6.
- Радугин А. А. Философия : Курс лекций : Учебное пособие для студентов вузов. — 2-е изд., перераб. и доп. — М.: Центр, 1998. — 268 с. — (Alma mater). — ISBN 5-88860-050-4.
- Радугин А. А., Радугин К. А. Социология : Курс лекций. — 2-е изд., перераб. и доп.. — М.: Центр, 1998. — 156 с. — (Alma mater). — ISBN 5-88860-055-5.
- Радугин А. А. Философия : Курс лекций : Учебное пособие для студентов вузов. — 2-е изд., перераб. и доп. — М.: Центр, 1999. — 269 с. — (Alma mater). — ISBN 5-88860-050-4.
- Радугин А. А., Радугин К. А. Социология : Курс лекций. — 3-е   изд., перераб. и доп.. — М.: Центр, 2000. — 223 с. — (Alma mater). — ISBN 5-88860-055-5.
- Радугин А. А. Введение в религиоведение: теория, история и современные религии : Курс лекций. — 2-е изд., перераб. и доп. — М.: Центр, 2000. — 238 с. — (Alma mater). — ISBN 5-88860-053-9.
- Радугин А. А. Культурология : Учебное пособие. Курс лекций / Сост. и отв. ред. проф. А. А. Радугин. — М.: Центр, 2000. — 303 с. — (Alma mater). — ISBN 5-88860-046-6.
- Радугин А. А. Философия : Курс лекций : Учебное пособие для студентов вузов. — 2-е изд., перераб. и доп. — М.: Центр, 2001. — 269 с. — (Alma mater). — ISBN 5-88860-050-4.
- Радугин А. А. Психология : Учебное пособие. Курс лекций. — М.: Центр, 2001. — 399 с. — (Аlma mater). — ISBN 5-88860-061-X.
- Радугин А. А., Радугин К. А. Социология : Курс лекций. — 3-е   изд., перераб. и доп.. — М.: Центр, 2001. — 224 с. — (Alma mater). — 20 000 экз. — ISBN 5-88860-055-5.
- Радугин А. А. Культурология : Учебное пособие. Курс лекций / Сост. и отв. ред. проф. А. А. Радугин. — М.: Центр, 2001. — 303 с. — (Alma mater). — ISBN 5-88860-046-6.
- Политология в вопросах и ответах для экзаменов и зачетов : Учебное пособие / А. А. Радугин и др.; Под ред. А. А. Радугина. — М.: Центр, 2001. — 271 с. — (Alma mater). — ISBN 5-88860-041-5.
- Радугин А. А. Введение в религиоведение : теория, история и современные религии : Курс лекций. — 2-е изд., перераб. и доп. — М.: Центр, 2001. — 238 с. — (Alma mater). — ISBN 5-88860-053-9.
- Радугин А. А., Пархоменко И. Т. Культурология в вопросах и ответах для экзаменов и зачетов : Учебное пособие. — М.: Центр, 2001. — 334 с. — (Alma mater). — ISBN 5-901660-03-X.
- Радугин А. А., Пархоменко И. Т. История мировой и отечественной культуры : Курс лекций. — М.: Центр, 2002. — 319 с. — (Alma mater). — ISBN 5-901660-09-9.
- Радугин А. А. Педагогика : Учебное пособие. — М.: Центр, 2002. — 270 с. — (Аlma mater). — ISBN 5-901660-11-0.
- Радугин А. А., Радугин К. А. Социология : Курс лекций. — 3-е изд., перераб. и доп. — М.: Центр, 2003. — 223 с. — (Alma mater). — ISBN 5-88860-055-5.
- Радугин А. А. Этика : Учебное пособие. — М.: Центр, 2003. — 221 с. — (Alma mater). — ISBN 5901660315.
- Радугин А. А. Культурология : Учебное пособие / Волобуева Т. Н. и др.; Сост. и отв. ред. А. А. Радугин. — М.: Центр, 2003. — 303 с. — (Alma mater). — ISBN 5888600466.
- Радугин А. А. Психология : Учебное пособие. — М.: Центр, 2003. — 399 с. — (Alma mater). — ISBN 5-88860-061-X.
- Радугин А. А. Философия : Курс лекций : Учебное пособие для студентов вузов. — 2-е изд., перераб. и доп.. — М.: Центр, 2003. — 271 с. — (Alma mater). — ISBN 5-88860-050-4.
- Радугин А. А. Введение в религиоведение: теория, история и современные религии : курс лекций : учебное пособие для студентов вузов. — 2-е изд., перераб. и доп.. — М.: Центр, 2004. — 302 с. — (Alma mater). — ISBN 5-88860-053-9.
- Радугин А. А. Философия : Курс лекций. — 2-е изд., перераб.. — М.: Центр, 2004. — 333 с. — (Alma mater). — ISBN 5888600504.
- Радугин А. А., Радугин К. А. Социология : курс лекций : учеб. пособие для студентов вузов, обучающихся по направлению подгот. 52.12.00 - Социология и специальности, 02.03.00 - Социология. — 3-е изд., перераб. и доп.. — М.: Библионика, 2004. — 223 с. — (Alma mater). — ISBN 5-98685-002-5.
- Радугин А. А. Культурология : учебное пособие / сост. А. А. Радугин; под ред. А. А. Радугина. — М.: Библионика, 2005. — 303 с. — (Alma mater). — ISBN 5-98685-005-X.
- Радугин А. А., Радугина О. А. Социальная психология : учебное пособие для студентов вузов, обучающихся по специальностям 040201 Социология, 040102 Соц. антропология и 040104 Орг. работы с молодежью. — М.: Библионика, 2006. — 495 с. — (Alma mater). — ISBN 5-98685-006-8.
- Радугин А. А., Радугин К. А. Социология : курс лекций : учебное пособие для студентов высших учебных заведений, обучающихся по направлению подготовки 52.12.00- Социология и специальности 02.03.00- Социология. — 3-е изд., перераб. и доп.. — М.: Библионика, 2006. — 223 с. — (Alma mater). — 10 000 экз. — ISBN 5-98685-002-5.
- Радугин А. А. Философия : курс лекций : учебное пособие для студентов вузов. — 2-е изд., перераб. и доп. место=М.. — Библионика, 2006. — 271 с. — (Alma Mater). — 10 000 экз. — ISBN 5-98685-011-4.
- Радугин А. А., Радугина О. А. Философия науки : учебное пособие : курс лекций. — М.: Библионика, 2006. — 319 с. — (Alma mater). — ISBN 5-98685-010-6.
- Радугин А. А. Культурология : учебное пособие / сост. и отв. ред. А. А. Радугина. — М.: Библионика, 2007. — 303 с. — (Alma mater). — ISBN 5-98685-005-X.
- Радугин А. А., Радугин К. А. Социология : курс лекций : учебное пособие для студентов вузов, обучающихся по направлению подготовки 52.12.00-Социология и специальности 02.03.00-Социология. — 3-е изд., перераб. и доп.. — М.: Библионика, 2008. — 223 с. — (Alma mater). — ISBN 5-98685-002-5.
- Радугин А. А. Россия в общеевропейском образовательном пространстве (ценностные приоритеты и образовательные технологии) : монография / А. А. Радугин ; Федеральное агентство по образованию, Гос. образовательное учреждение высш. проф. образования Воронежский гос. архитектурно-строит. ун-т.. — Воронеж: Воронежский гос. архитектурно-строит. ун-т, 2009. — 157 с. — ISBN 978-5-89040-254-7.

### Статьи
- Радугин А. А. «Теология освобождения» — борьба тенденций в африканской теологии // Вопросы научного атеизма. Вып. 39 / Редкол. В. И. Гараджа (отв. ред.) и др.; Акад. обществ. наук ЦК КПСС. Ин-т научного атеизма. — М.: Мысль, 1989. — С. 140—160. — 335 с. — 18 870 экз.
- Радугин А. А., Перевозчикова Л. С. Ценностные основания и критерии эффективности высшего профессионального образования // Известия Международной академии наук высшей школы. — 2005. — № 3 (33).
- Радугин А. А., Перевозчикова Л. С. Фундаментализация – главный вектор модернизации высшего образования в условиях постиндустриального общества // Вестник Воронежского государственного университета. Сер.: Проблемы высшего образования. — Воронеж: ВГУ, 2010. — № 2. — С. 90 – 93.
- Радугин А. А., Перевозчикова Л. С. Проблематизация принципа научности высшего образования в эпоху постмодерна // Вопросы современной науки и практики. Университет им. В. И. Вернадского. — Тамбов: ТГТУ, 2014. — № 2(51). — С. 110—118. — ISSN 1990-9047. — doi:10.17277.
- Радугин А. А. Корпоративная культура как социокультурный феномен: потенциалы устойчивости и инновационных изменений // Научный Вестник Воронежского государственного архитектурно-строительного университета. Серия «Социально-гуманитарные науки». — 2013. — № 1. — С. 71—78. — ISSN 2311-5793.
- Радугин А. А. Личность как динамическая структура психики // Научный Вестник Воронежского государственного архитектурно-строительного университета. Серия «Социально-гуманитарные науки». — 2013. — № 2. — С. 54—60. — ISSN 2311-5793.
- Радугин А. А. Ценность «ego»: опыт поиска духовно-нравственных оснований жизни // Научный Вестник Воронежского государственного архитектурно-строительного университета. Серия «Социально-гуманитарные науки». — 2014. — № 1 (3). — С. 72—79. — ISSN 2311-5793.
- Радугин А. А., Перевозчикова Л. С. Социально-историческая природа ценностей // Научный Вестник Воронежского государственного архитектурно-строительного университета. Серия «Социально-гуманитарные науки». — 2014. — № 1 (5). — С. 47—54. — ISSN 2311-5793.
- Радугин А. А. Глобализация как фактор консолидации этнонациональной культурной идентичности россиян // Научный Вестник Воронежского государственного архитектурно-строительного университета. Серия «Социально-гуманитарные науки». — 2014. — № 2 (4). — С. 39—43. — ISSN 2311-5793.
- Радугин А. А., Радугина О. А. Секуляризация – духовное основание модернизации Российской Империи // Научный Вестник Воронежского государственного архитектурно-строительного университета. Серия «Социально-гуманитарные науки». — 2014. — № 2 (4). — С. 71—76. — ISSN 2311-5793.
- Радугин А. А., Бойматов У. Ф. Антропологические детерминанты образа жизни (историко-философский аспект) // Научный Вестник Воронежского государственного архитектурно-строительного университета. Серия «Социально-гуманитарные науки». — 2015. — № 3 (7). — С. 24—30. — ISSN 2311-5793.

### Научная редакция
- Психология и педагогика : Учебное пособие / Сост. и отв. ред. Радугин А. А.. — М.: Центр, 1996. — 334 с. — (Alma mater). — ISBN 5-88860-010-5.
- Энциклопедический словарь по культурологии / Ред. А. А. Радугин. — М.: Центр, 1997. — 477 с. — ISBN 5-88860-022-9.
- История России : (Россия в мировой цивилизации) : Учебное пособие / Федоринов Е. И. и др.; Под ред. А. А. Радугина. — М.: Центр, 1997. — 343 с. — (Alma mater). — ISBN 5-88860-016-4.
- Хрестоматия по культурологии : Учебное пособие / Под ред. А. А. Радугина. — М.: Центр, 1998. — 588 с. — (Alma mater). — ISBN 5-88860-044-X.
- История России (Россия в мировой цивилизации) : Учебное пособие. Курс лекций / Под ред. А. А. Радугина. — М.: Центр, 1998. — 342 с. — (Alma mater). — ISBN 5-88860-047-4.
- Эстетика : Учебное пособие / Авдеев В. И. и др.; Под ред. А. А. Радугина. — М.: Центр, 1998. — 237 с. — (Alma mater). — ISBN 5-88860-051-2.
- Психология и педагогика : Учебное пособие / Под ред. А. А. Радугина. — 2-е изд., испр. и доп.. — М.: Центр, 2000. — 255 с. — (Alma mater). — ISBN 5-88860-054-7.
- История России (Россия в мировой цивилизации) : Учебное пособие. Курс лекций / Под ред. А. А. Радугина. — М.: Центр, 2001. — 350 с. — (Alma mater). — ISBN 5-88860-041-5.
- Хрестоматия по философии : Учебное пособие / Науч. ред. и сост. А. А. Радугин. — М.: Центр, 2001. — 414 с. — (Alma mater). — ISBN 5-88860-036-9.
- Психология и педагогика : Учебное пособие / Под ред. А. А. Радугина. — 2-е изд., испр. и доп.. — М.: Центр, 2002. — 255 с. — (Alma mater). — ISBN 5-88860-054-7.
- История России: (Россия в мировой цивилизации) : Курс лекций / Сост. и отв. ред. Радугин А. А.. — М.: Центр, 2002. — (Alma mater). — ISBN 5-88860-041-5.
- Отечественная история : Учебное пособие / А. А. Радугин и др.; Под ред. А. А. Радугина. — М.: Центр, 2003. — 398 с. — (Alma mater). — ISBN 5-88860-047-4.
- Психология и педагогика : Учебное пособие / Сост. и отв. ред. А. А. Радугин. — 2-е изд., испр. и доп.. — М.: Центр, 2003. — 255 с. — (Alma mater). — ISBN 5-88860-054-7.
- Психология и педагогика : Учебное пособие : курс лекций / сост. и отв. ред. А. А. Радугин. — 2-е изд., испр. и доп.место=М.. — Библионика, 2006. — 255 с. — (Alma mater). — ISBN 5-98685-009-2.
- Модернизация образовательной культуры общества в условиях современного социокультурного кризиса : монография / Ахромеева Ю. В. и др. ; под общ. ред. А. А. Радугина ; Федеральное агентство по образованию, Гос. образовательное учреждение высш. проф. образования, Воронежский гос. архитектурно-строительный ун-т.. — Воронеж: Воронежский гос. архитектурно-строительный ун-т, 2008. — 234 с. — ISBN 978-5-89040-170-0.
- Ценностные доминанты в общественной жизни и культуре повседневности российского общества: монография / А. А. Радугин и др. ; под общ. ред. А. А. Радугина ; М-во образования и науки Российской Федерации, Федеральное гос. бюджетное образовательное учреждение высш. проф. образования "Воронежский гос. архитектурно-строит. ун-т". — Воронеж: Воронежский гос. архитектурно-строительный ун-т, 2012. — 230 с. — ISBN 978-5-89040-400-8.